# Bakaláři
Bakaláři jsou televizní cyklus, který začala vysílat Československá televize v roce 1971. Tvořil součást slosování televizní loterie Mates. Šlo o tři krátké komedie v jednom pořadu. První tři pokračování uváděl Miroslav Horníček, později dvojice Libuše Pospíšilová (dramaturgyně pořadu) a herec Vladimír Menšík.
Název pořadu prošel vývojem. První díl se jmenoval Kufr za dveřmi, následně Bakaláři vědy manželské – z tohoto názvu zůstal zkrácený název Bakaláři. Scenárista Jaroslav Dietl vycházel z příběhů, které do Československé televize posílali sami diváci.